# Alim Louis Benabid

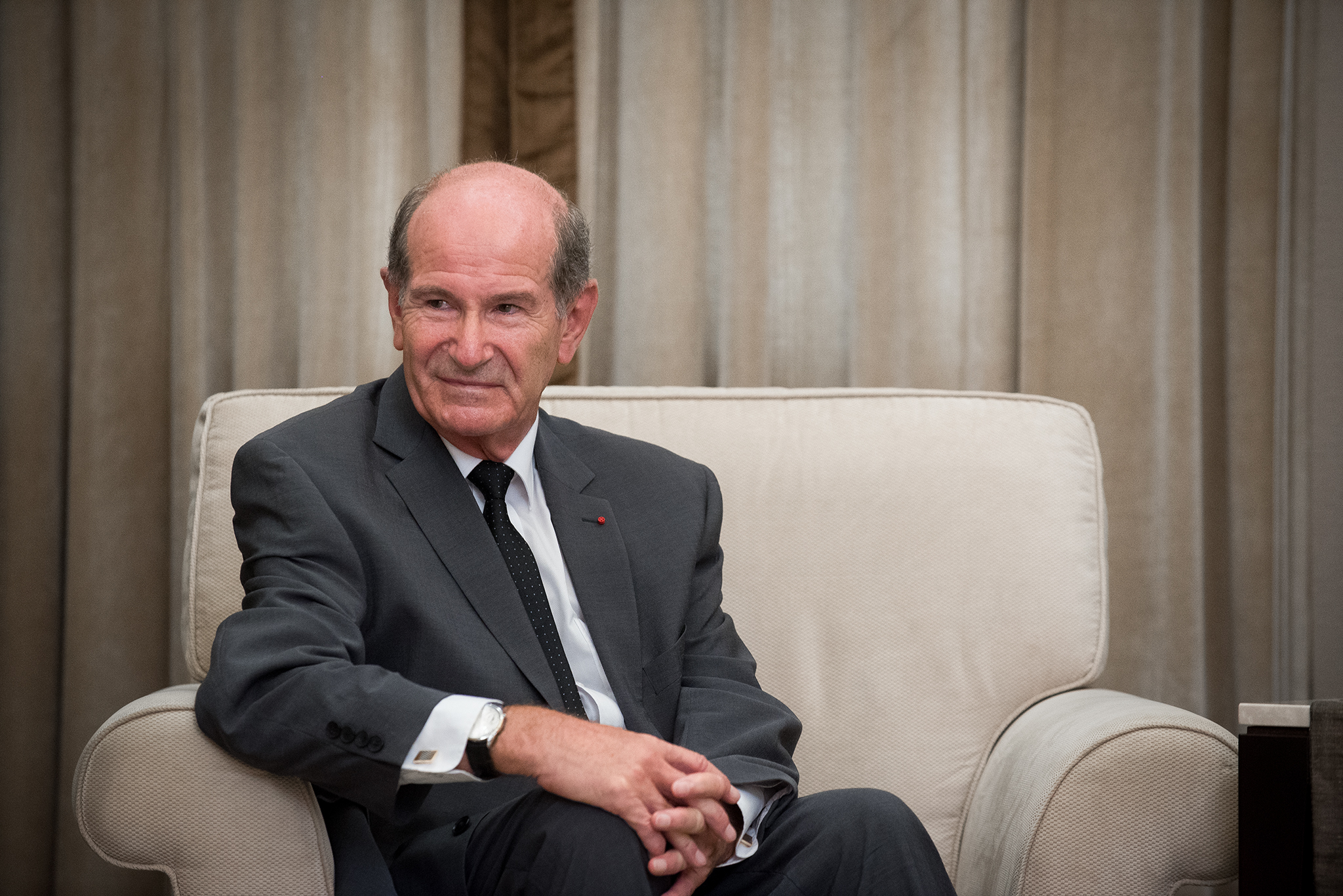
Alim Louis Benabid im 2017

Alim Louis Benabid (* 2. Mai 1942 in La Tronche) ist ein französischer Neurochirurg.

## Leben
Benabid ist der Sohn eines Arztes und einer Krankenschwester. Er studierte an der Universität Grenoble I Medizin (Dr. med. 1970) und Physik (Docteur ès sciences 1978). Als Postdoktorand arbeitete er 1979/1980 bei Floyd Bloom am Salk Institute in La Jolla, Kalifornien. Anschließend erhielt er an der Universität Grenoble I eine Professur für experimentelle Medizin, 1984 für Biophysik. Von 1989 bis 2004 leitete er die Abteilung für Neurochirurgie am Hospital Grenoble. Er war Direktor des Laboratoriums für Neurobiophysik und Leiter der INSERM-Forschungsgruppe „Präklinische Neurobiologie“ (1988–2000) beziehungsweise „Präklinische Neurowissenschaften“ (2000–2007). 2007 wurde er emeritiert. Seit 2007 ist er beratend für das Commissariat à l’énergie atomique et aux énergies alternatives (CEA) tätig, seit 2008 steht er dem Direktorium des Forschungsinstituts Clinatec in Grenoble vor.

## Wirken
Benabid entwickelte gemeinsam mit Informatikern und Technikern einen stereotaktischen Roboter („Neuromat“) zur gezielten stereotaktischen Hirnoperation bei Hirntumoren und Bewegungsstörungen wie dem Morbus Parkinson. Später wurde das Verfahren zum Teil durch die ebenfalls von Benabid federführend mitentwickelte Methode der tiefen Hirnstimulation (sog. Hirnschrittmacher) ersetzt, die inzwischen als chirurgische Standardtherapie des Morbus Parkinson gilt und deren Anwendung auf zahlreiche weitere Erkrankungen wie Epilepsie oder Zwangsstörungen ausgedehnt wurde. Neuere Arbeiten Benabids befassen sich mit der Entwicklung von Hirn-Maschine-Schnittstellen (siehe Mensch-Maschine-Schnittstelle) zum Beispiel bei Patienten mit Querschnittlähmung.

## Auszeichnungen (Auswahl)
- 2000 Zülch-Preis[2]
- 2002 Mitglied der Académie des sciences[3]
- 2002 Ritter der Ehrenlegion
- 2009 Neuronal Plasticity Prize (gemeinsam mit Apostolos Georgopoulos und Miguel Nicolelis)[4]
- 2012 Offizier der Ehrenlegion
- 2014 Lasker~DeBakey Clinical Medical Research Award (gemeinsam mit Mahlon R. DeLong)[5]
- 2015 Breakthrough Prize in Life Sciences
- 2016 Europäischer Erfinderpreis
- Ehrendoktorate folgender Universitäten: National University of Ireland (Galway), University of Western Ontario, McGill University, Universität Porto
- Ritter des Ordre des Palmes Académiques